# San Pellegrino Terme

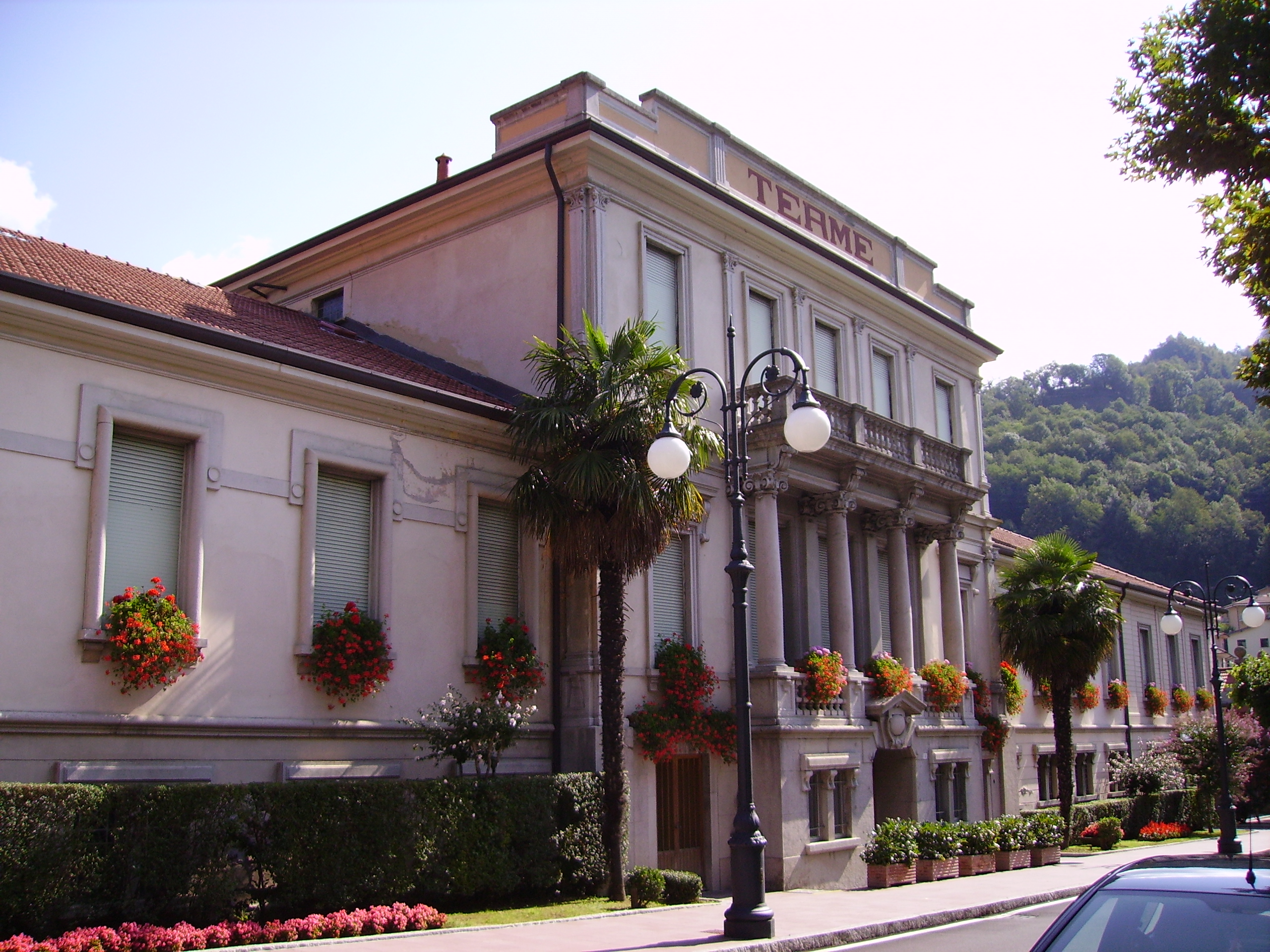
De termen (het badhuis) van het kuuroord San Pellegrino Terme

San Pellegrino Terme is een gemeente in de Italiaanse provincie Bergamo (regio Lombardije) en telt 5029 inwoners (31-12-2004). De oppervlakte bedraagt 22,8 km², de bevolkingsdichtheid is 226 inwoners per km².
De volgende frazioni maken deel uit van de gemeente: Santa Croce, Spettino, Antea, Frasnadello, Sussia.
In het kuuroord San Pellegrino Terme bevindt zich de productie-eenheid en bottelarij van San Pellegrino.

## Demografie
San Pellegrino Terme telt ongeveer 2056 huishoudens. Het aantal inwoners daalde in de periode 1991-2001 met 5,9% volgens cijfers uit de tienjaarlijkse volkstellingen van ISTAT.
| Jaar | Inwoneraantal |
| ---- | ------------- |
| 1991 | 5290          |
| 2001 | 4980          |
| 2004 | 5029          |

## Geografie
De gemeente ligt op ongeveer 358 m boven zeeniveau.
San Pellegrino Terme grenst aan de volgende gemeenten: Algua, Bracca, Brembilla, Dossena, Gerosa, San Giovanni Bianco, Serina, Zogno.